# استان خودمختار وویوودینا
ووی‌وودینا به طور رسمی استان خودمختار ووی‌وودینا (به صربی: Аутономна Покрајина Војводина / Autonomna Pokrajina Vojvodina)، یک استان خودمختار در شمال صربستان است. پایتخت و بزرگترین شهر این استان نووی ساد است. جمعیت این استان حدود ۲ میلیون نفر است که تقریباً ۲۷ درصد کل جمعیت صربستان را تشکیل می‌دهد.
ووی‌وودینا اقلیت قابل ملاحظه‌ای مجاری‌تبار دارد و به‌عنوان بزرگترین مرکز کشاورزی نوین یوگسلاوی شناخته می‌شد. ووی‌وودینا در واقع در برگیرندهٔ وسیع‌ترین دشت صربستان است که دنباله آن از شمال و جنوب به دشتهای جنوب مجارستان و شرق جمهوری کرواسی می‌رسد و این منطقه به علّت عبور رودخانه دانوب و شاخه‌های گستردهٔ آن، اقلیم مناسب و سیاست‌های دولت مرکزی یوگسلاوی و پس از آن دولت صربستان، در مسیر توسعه، قدم‌های سریعی برداشته‌است. این سرزمین حاصلخیز با وسعت ۲۱۵۰۶ کیلومتر مربعی خود نزدیک به ۱۸۰۰۰۰۰ هکتار مربع زمین قابل کشت دارد.
به علّت وجود منابع گاز و نفت، نزدیک به ۸۰٪ صنایع مربوط به این دو مادهٔ سوختنی در یوگسلاوی پیشین نیز در ووی‌وودینا متمرکز شده‌بود.
ووی‌وودینا به‌عنوان یک منطقهٔ مرزی مورد ادعای کشور مجارستان است. در سال‌هایی که مجارستان خود درگیر بحران‌های اقتصادی و سیاسی بوده، جذبه چندانی برای ساکنان مجار ووی‌وودینا برای پیوستن به سرزمین اصلی خود احساس نمی‌شد، ولی تحولات بعدی در یوگسلاوی و مجارستان اوضاع نوینی ایجاد کرد.

## نگارخانه

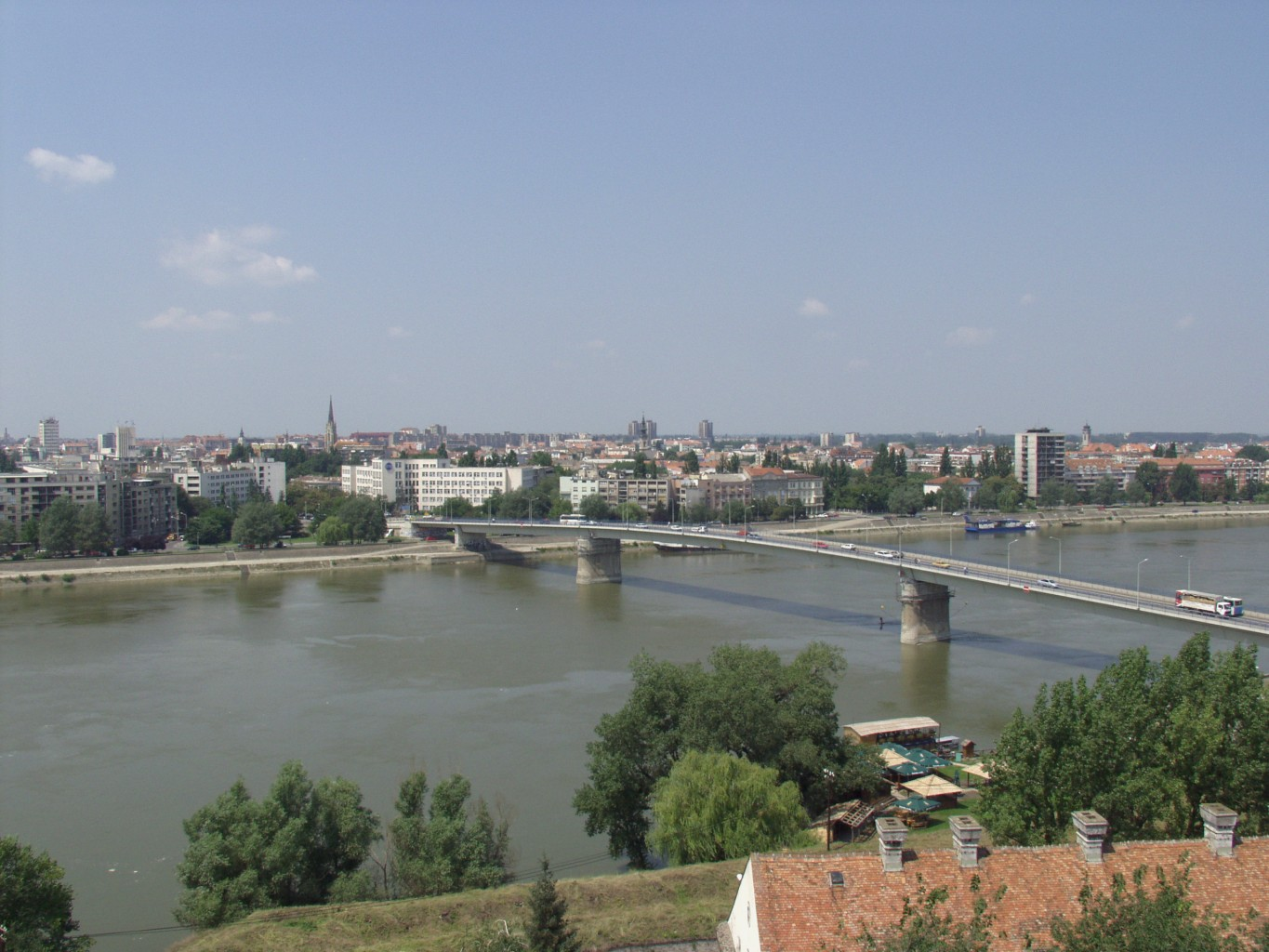
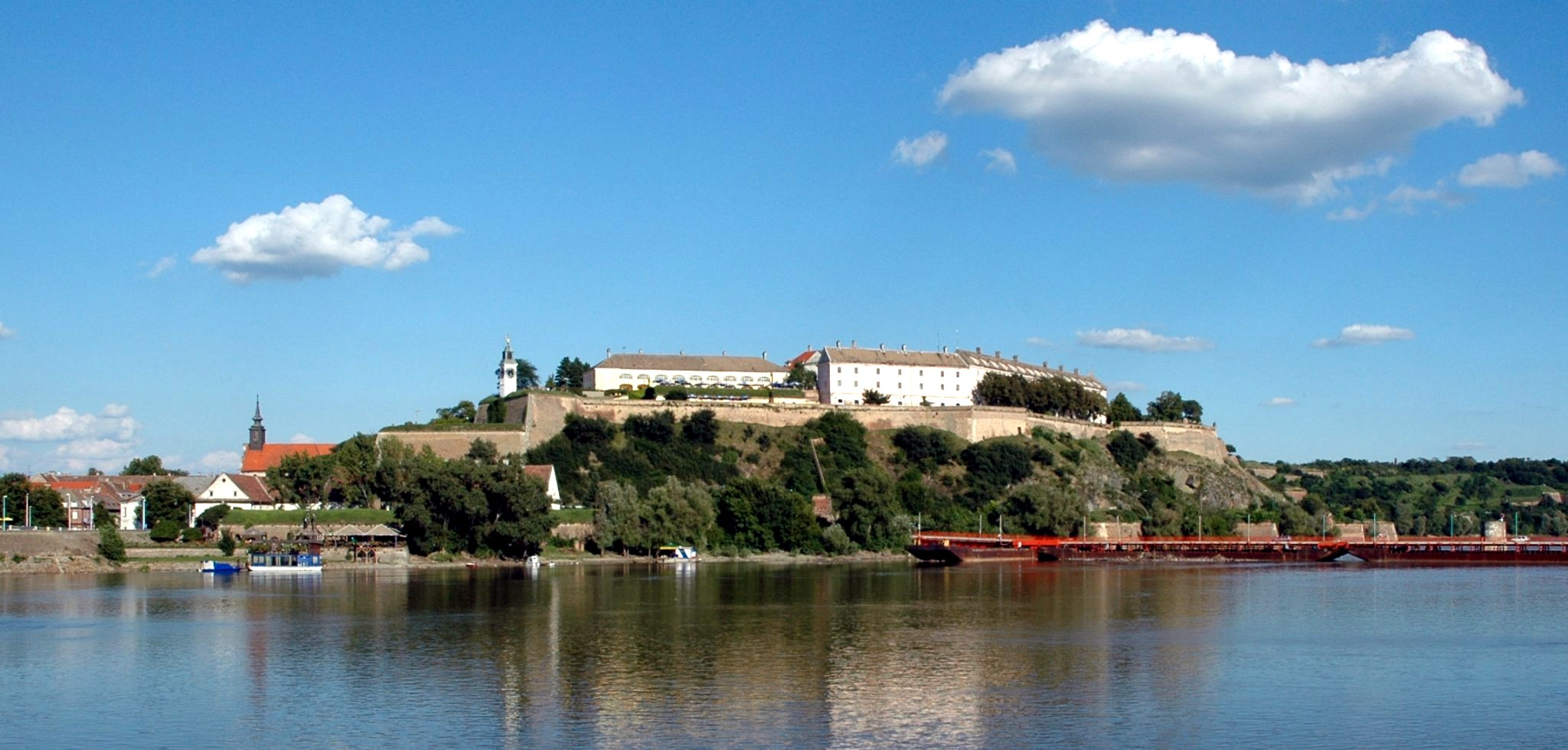
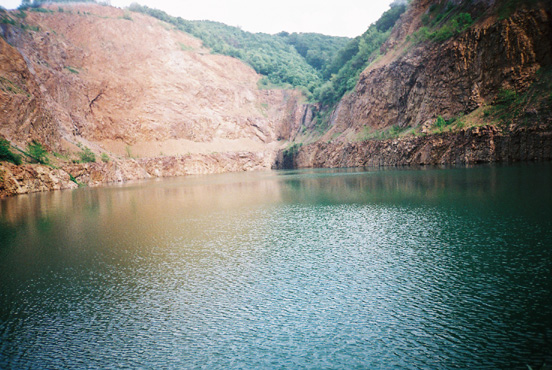
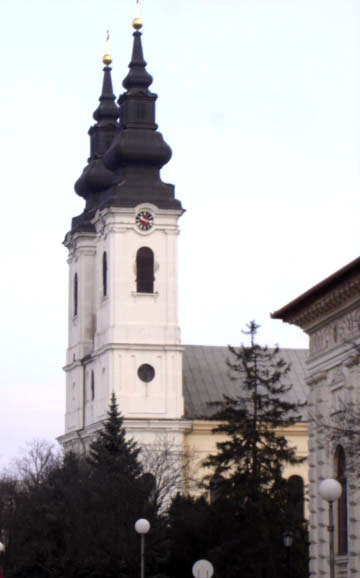
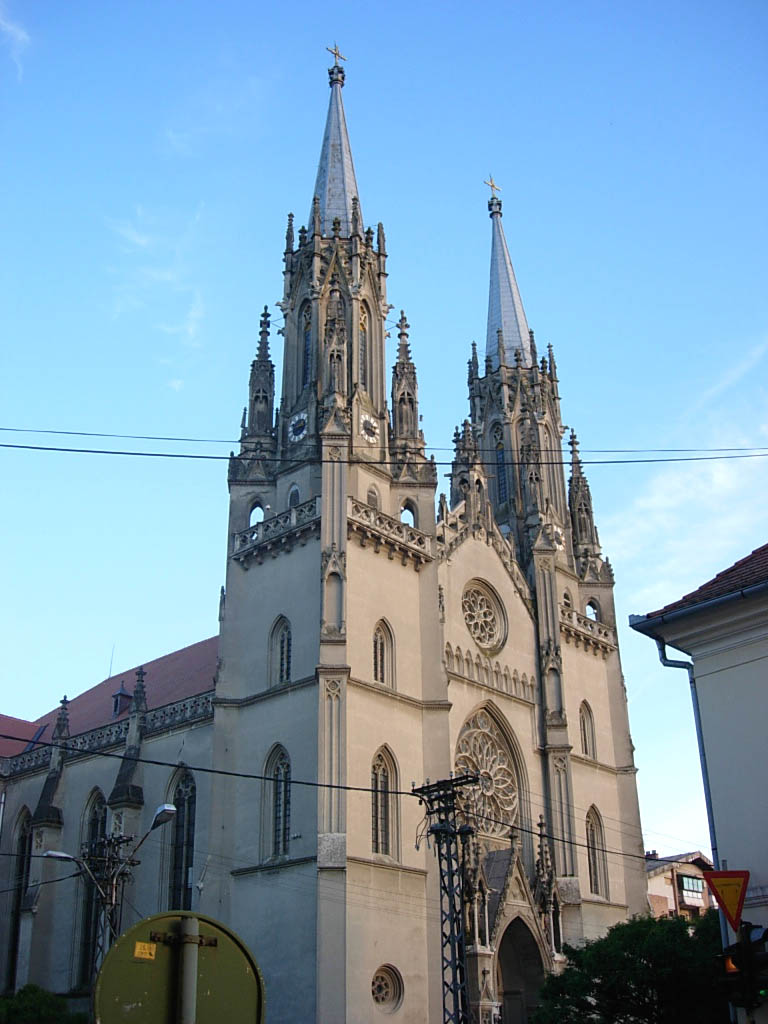
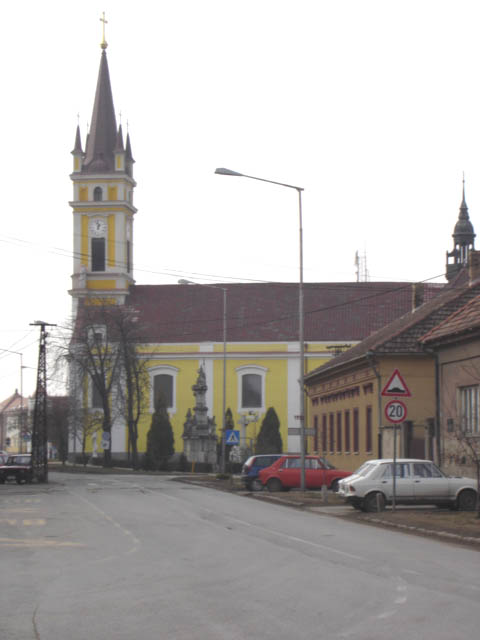
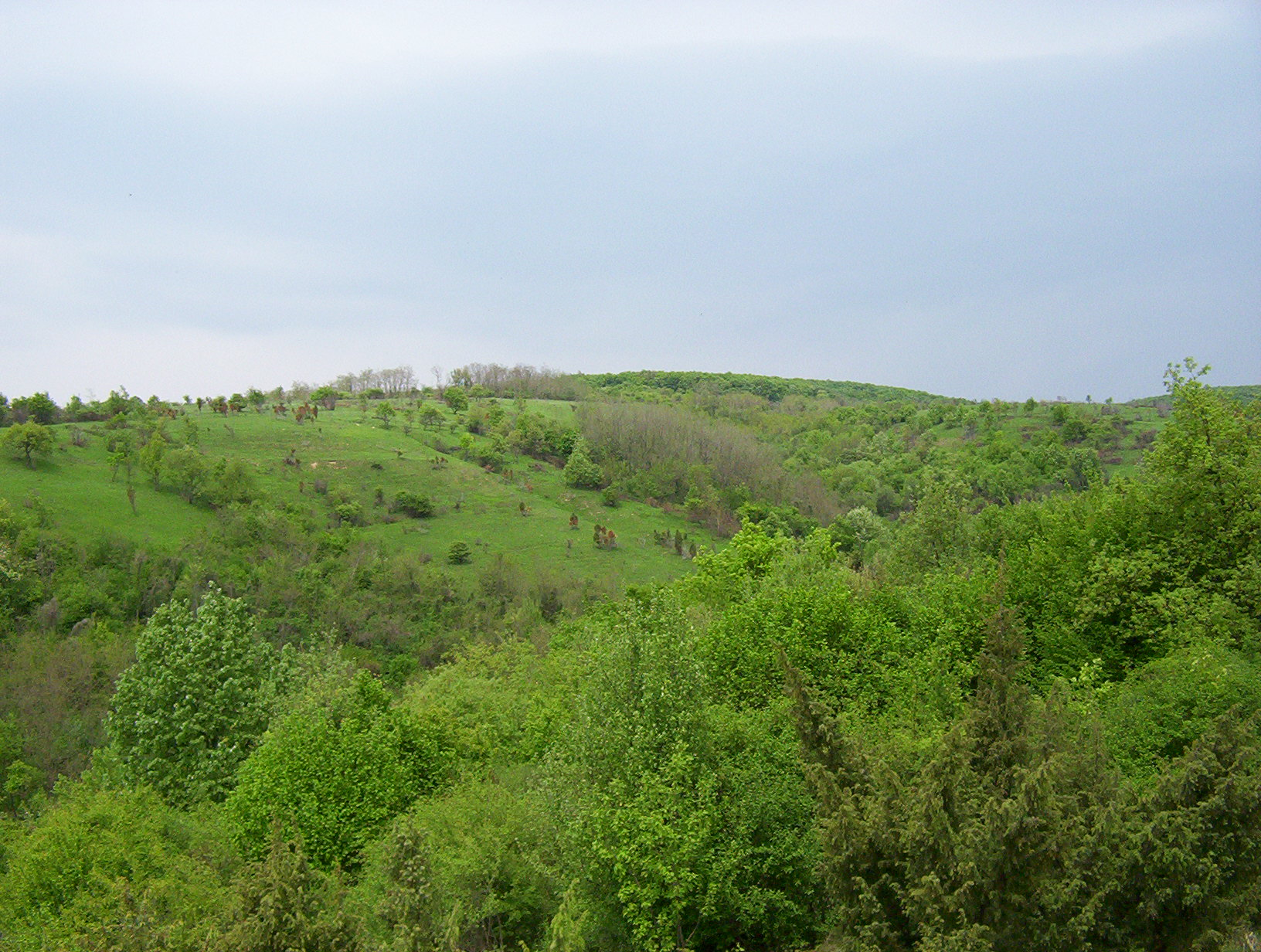
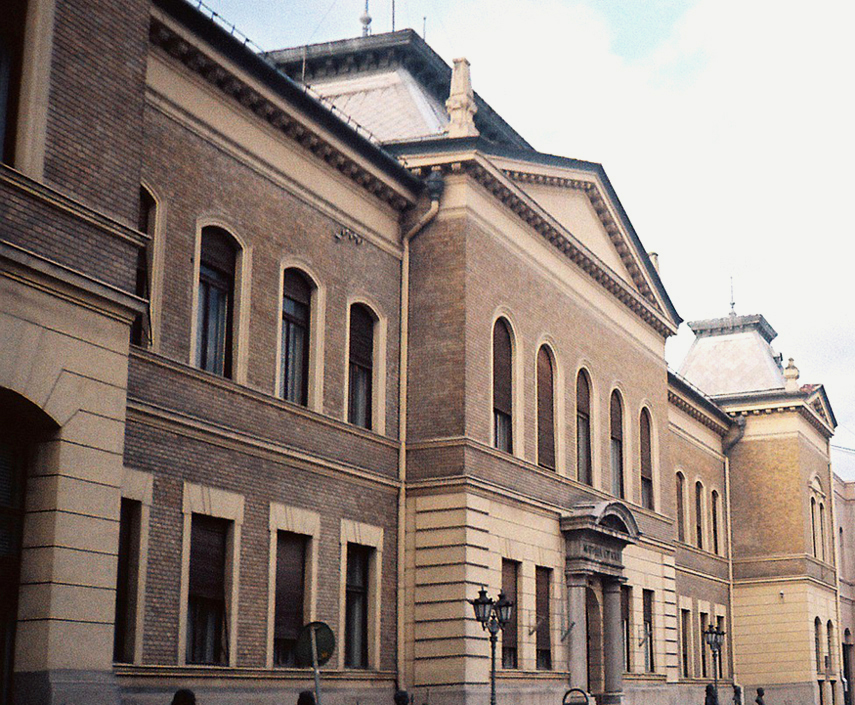
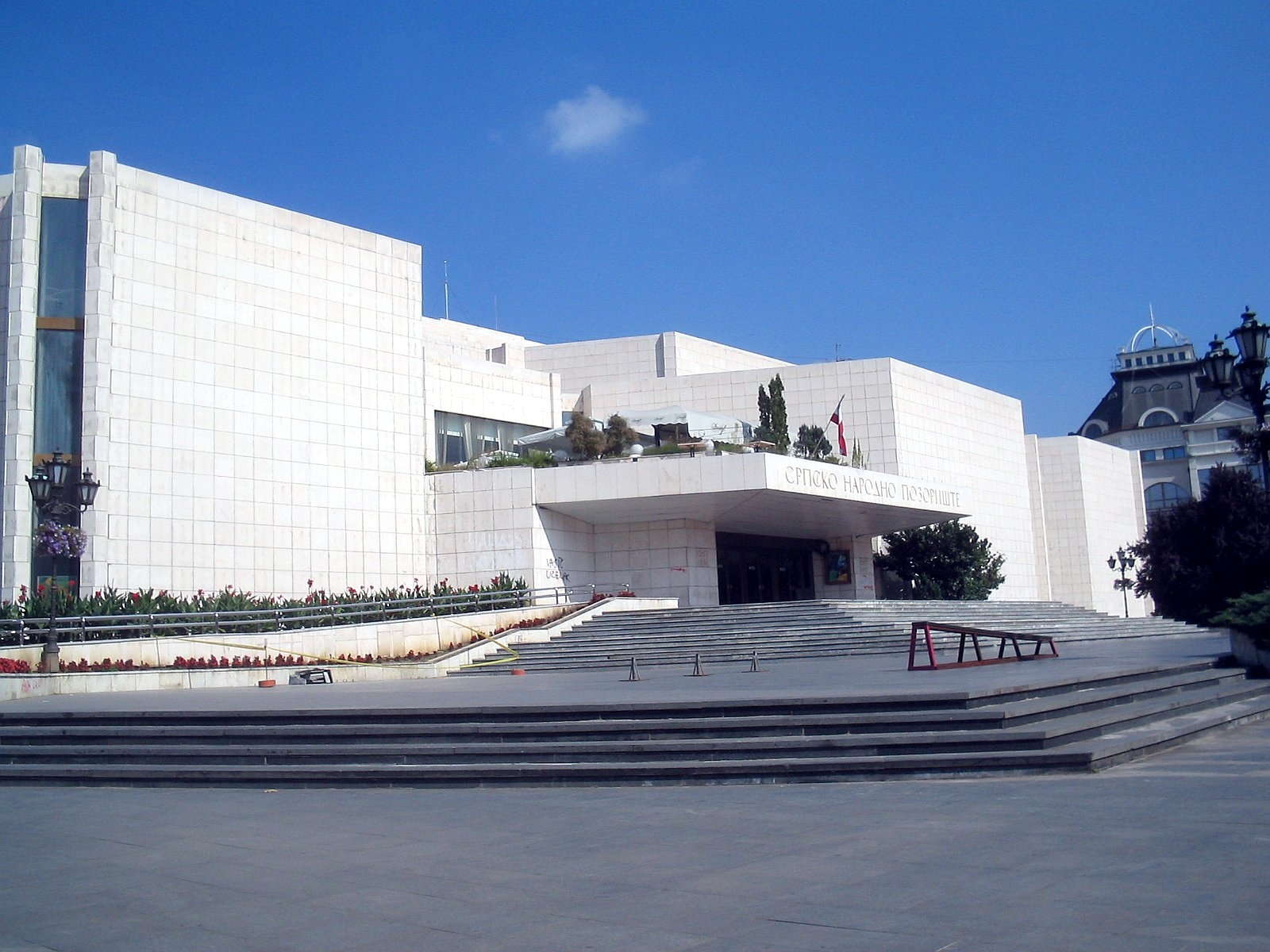
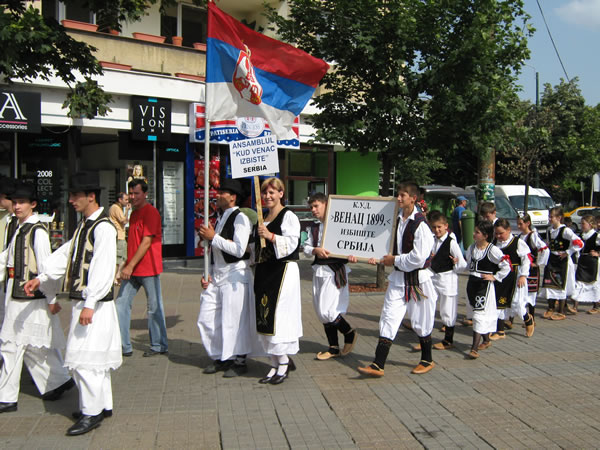
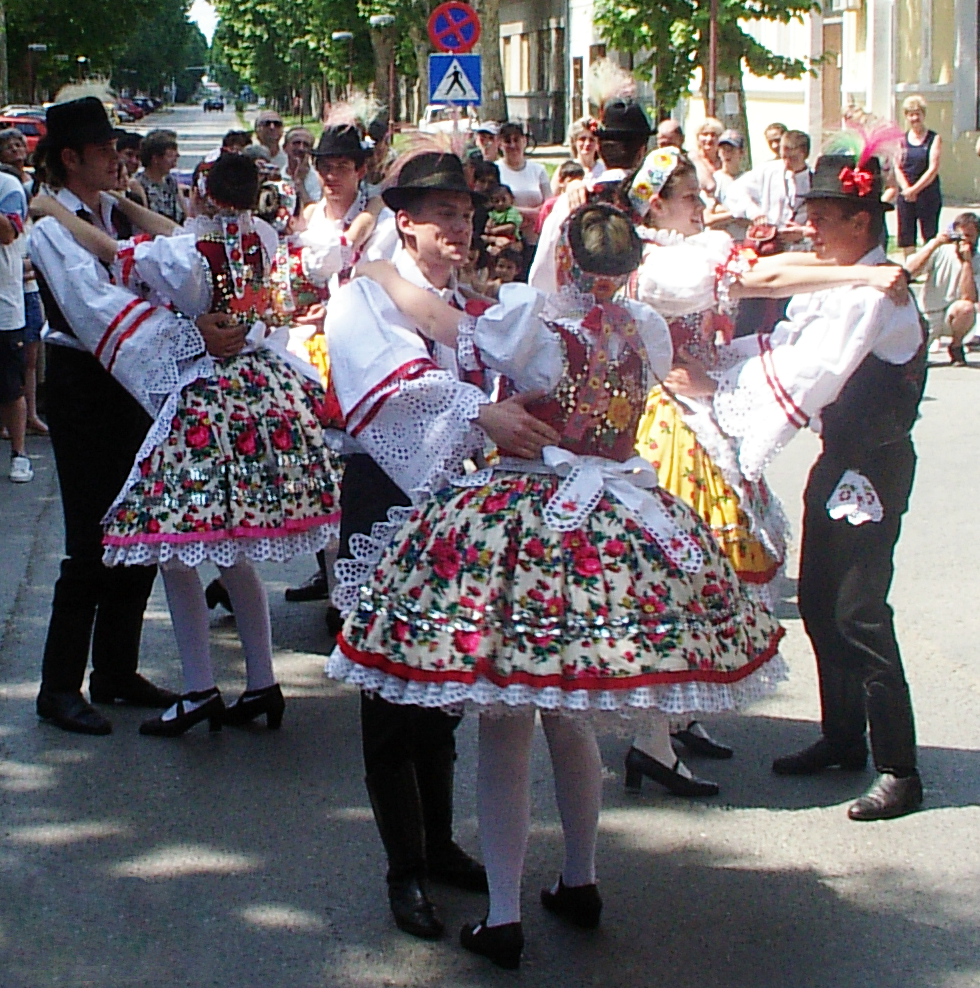
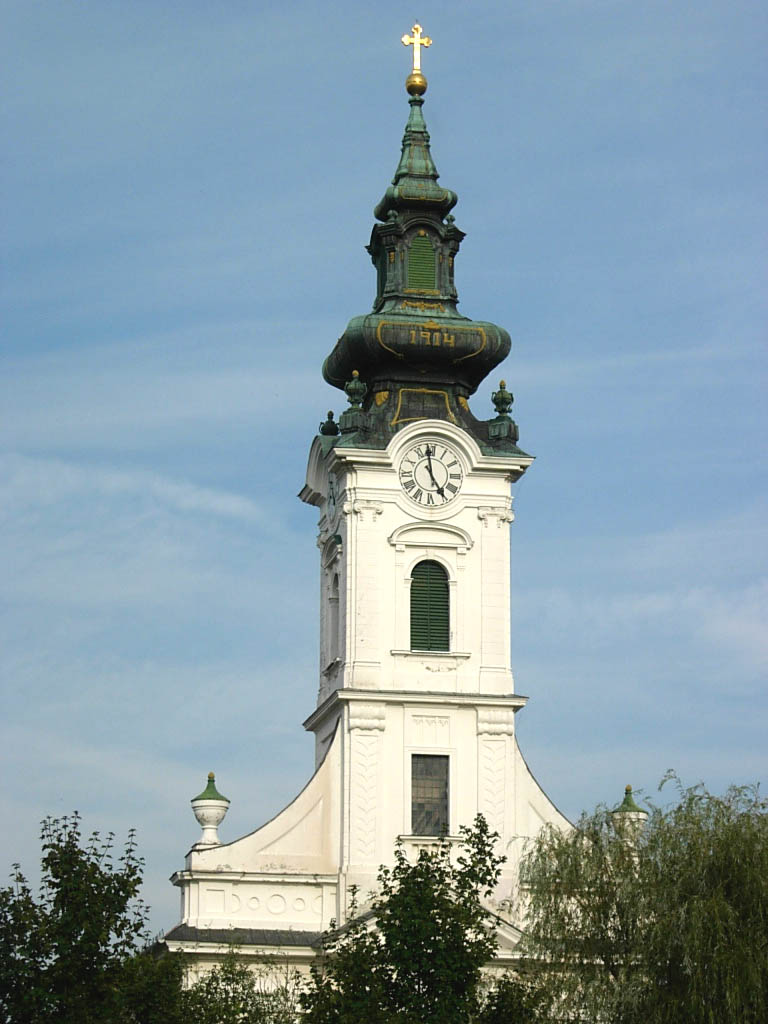
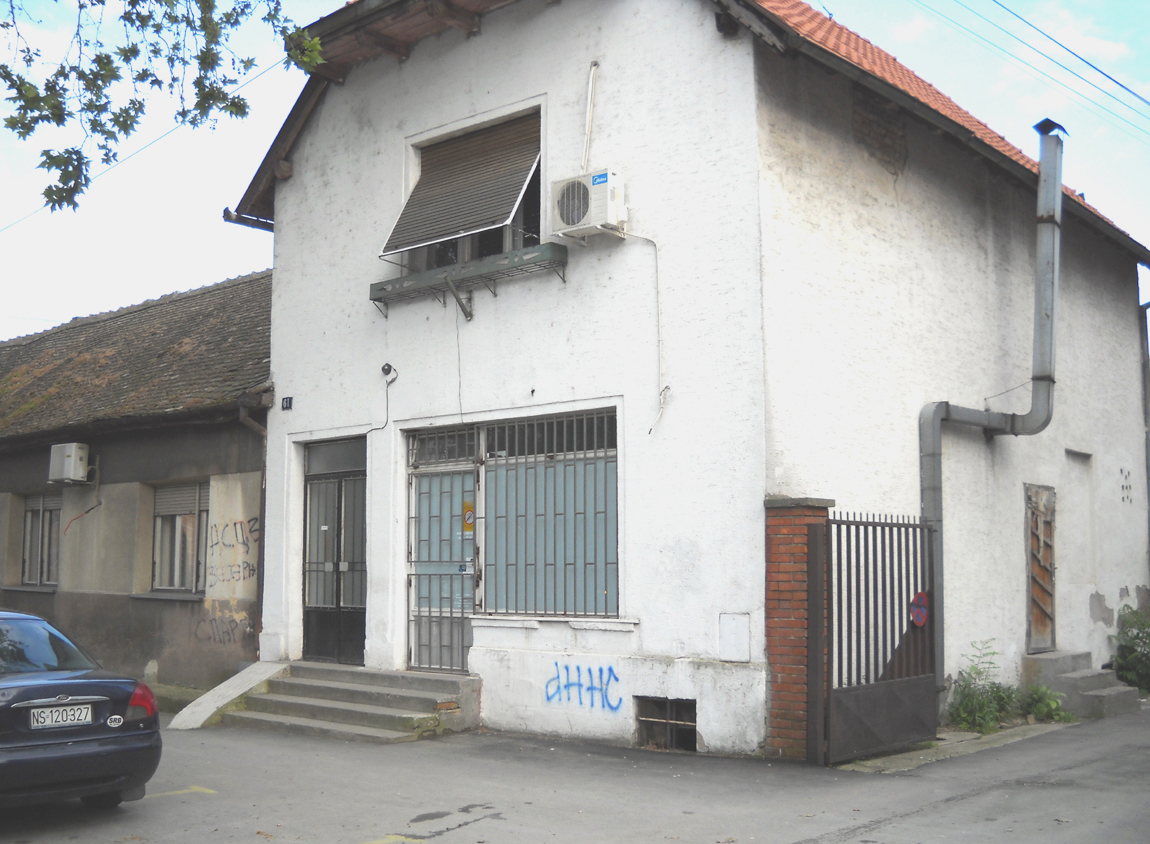
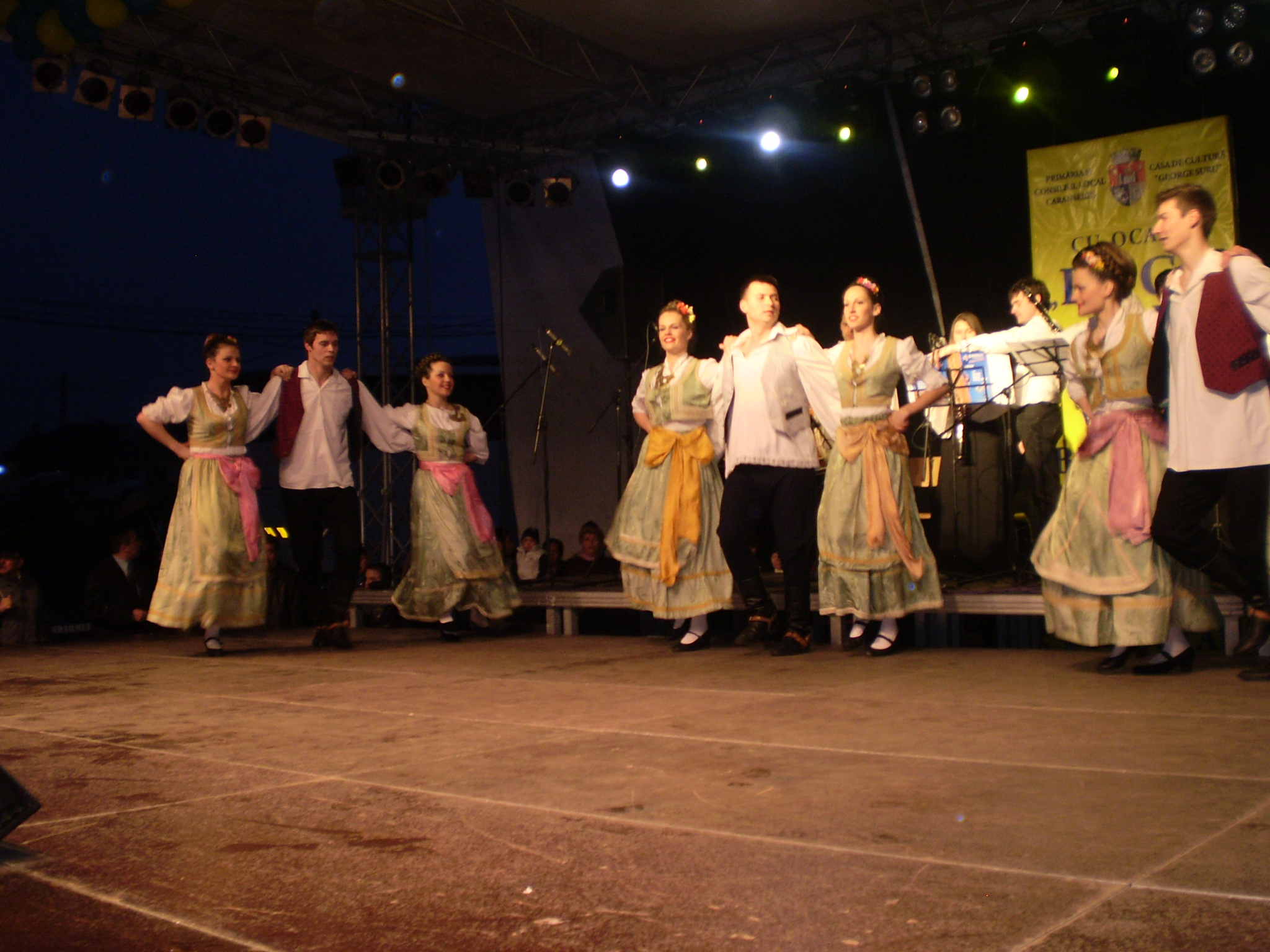
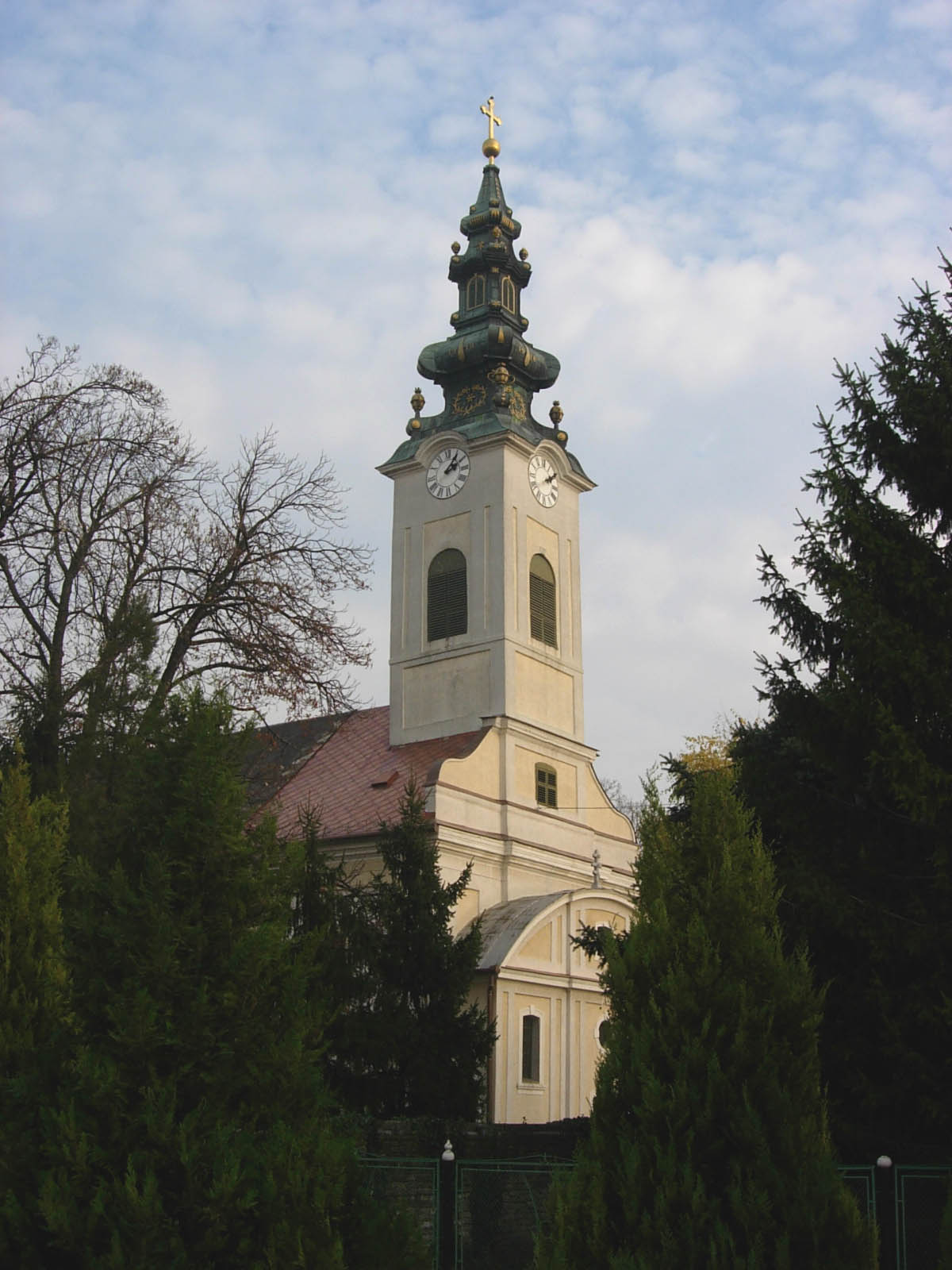
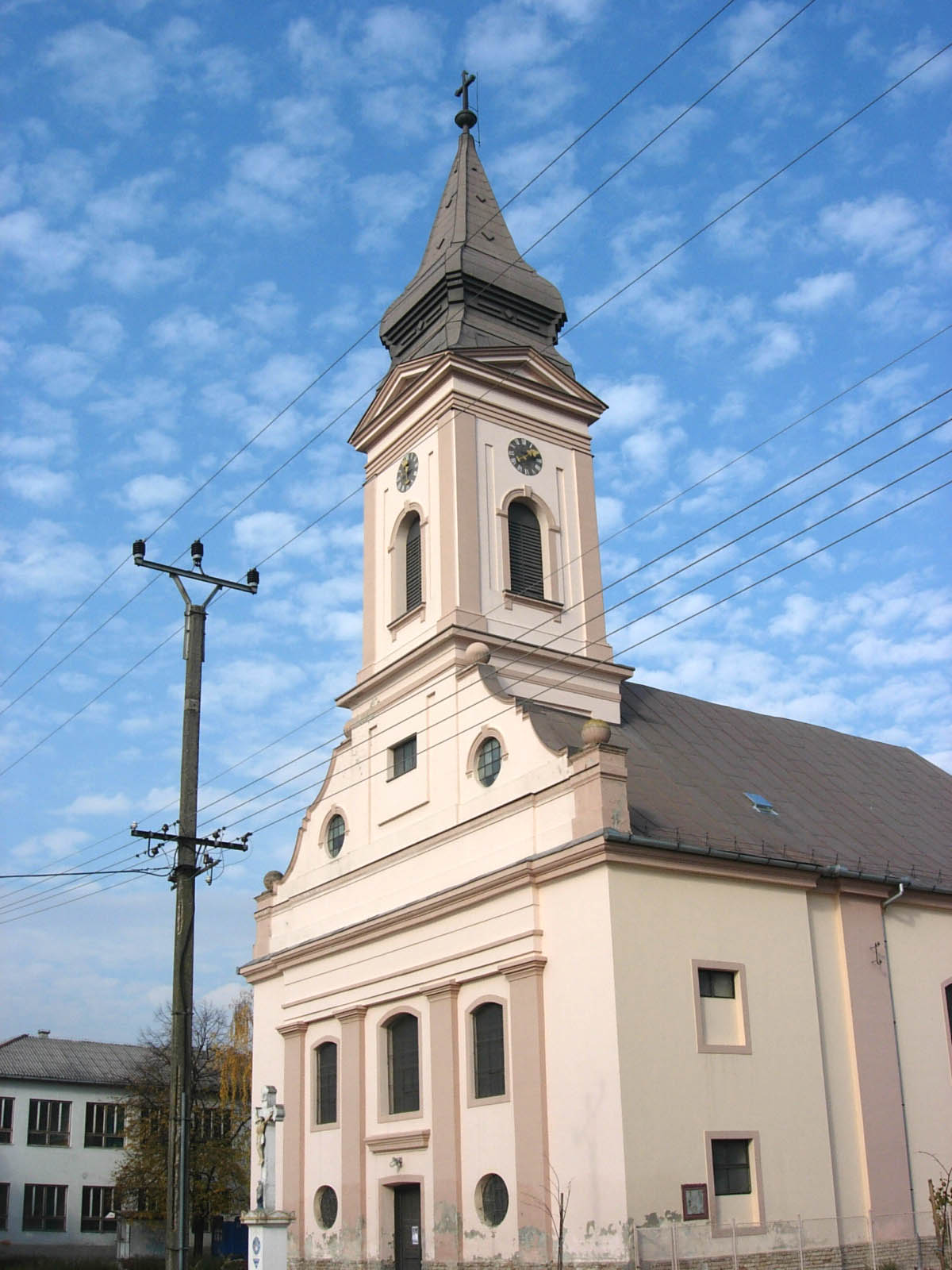
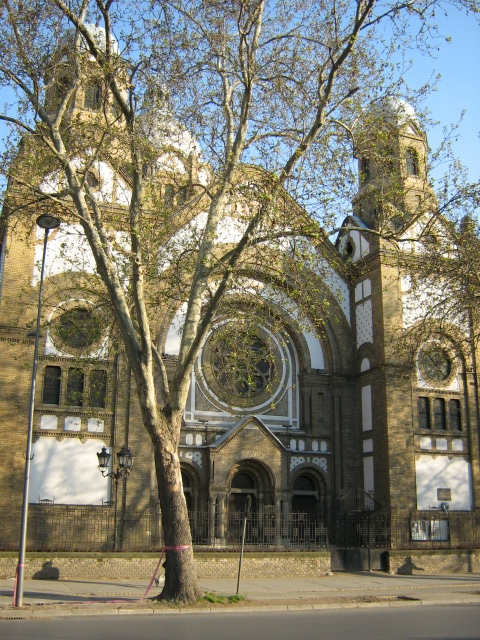
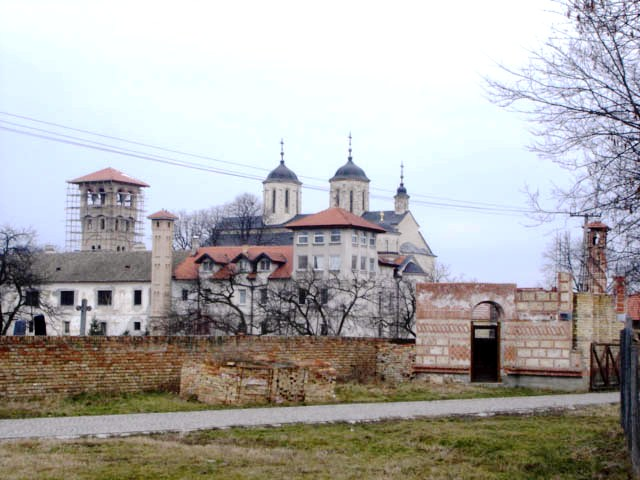
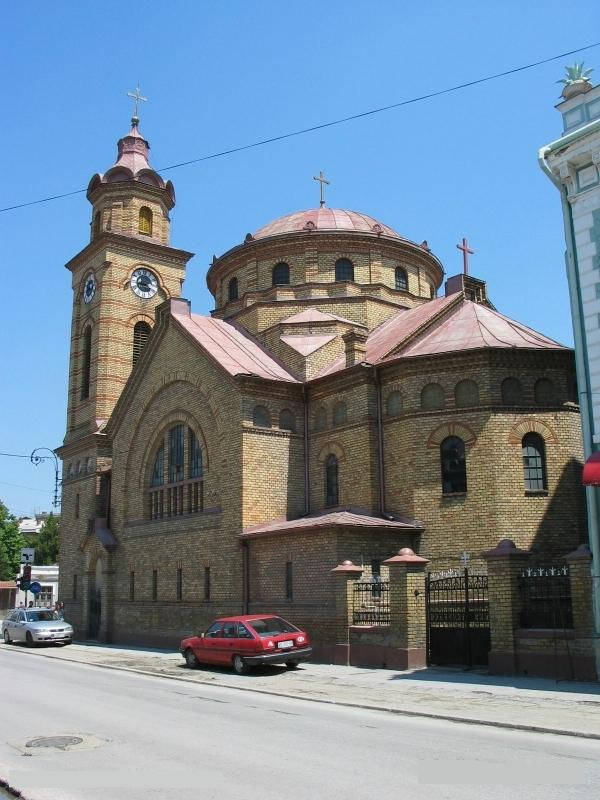